# Andarig
Andarig ili Anderiq (današnji: Tell Khoshi), kraljevstvo iz srednjeg brončanog doba koje se prostiralo na Sindžarskoj ravnici sjeverene Mezopotamije, između rijeka Habure i Tigrisa. Nekoliko se puta spominje u dokumentima nađenim u Mariju. Andarig je bio jedno od najvećih i najmoćnijih kraljevstava u ovoj regiji te je bilo veliko preko stotinjak hektara. Bilo je najveći posjed amorićanskog plemena Yamutbala.

## Qarni-Lim
Qarni-Lim je bio prvi znani kralj Andariga. Vladao je od 1770. pr. Kr. do 1766. pr. Kr. Osvojio je Apum te je postavio svog sina Zuzua na njegovo čelo, no Zuzu je uskoro poginuo pavši s gradskog zida. Poslije toga Qarni-Limu je Apum oduzeo Elam. Qarni-Lim je isprva bio saveznikom Ešnunna ali se poslije stavio na stranu marijskog kralja Zimri-Lima. S kim je ušao u feud, poslije je rezultiralo opsadom grada. Andarig je poslije postao vazalom asirskog kralja Šamši-Adada I., što je dovelo do revolucije u gradu, a čiji je ishod bio ubojstvo Qarni-Lima, kojem je odsječena glava 1766. godine.

## Atamrum
Iza smrti Qarni-Lima postrojbe iz Ešnunne okupirale su Andarig i predale prijestolje populističkom vođi Atamrumu, sinu Warad-Sima, kralja Allahada. Andarig je postao neovisan pod novim kraljem koji se svrstao uz elamskog kralja, koji je upravo bio pokrenuo veliku ofenzivu u Mezopotamiji 1765. pr. Kr. Nakon ovog Atamrum sse opet svrstao sa Zimri-Limom koji mu je pomogao preuzeti grad Razamu. Svaki savez s Marijem okončao je kad je kraljevstvo pokorio Hammurabi.

## Himdiya
Kad je umro Atamrum, naslijedio ga je sin Himdiya. Uspostavio je savez s kraljem Razame Hazi-Teshubom, nasuprot bloku koji su formirali kralj Apuma Mutiya i kralj Kurde Štamar-Adad. Himdiya je osvojio Apum i vladao njime dvije godine. No poslije ga je porazio Kurda, koji je inkorporirao Andarig u svoje kraljevstvo. Andarig je tako došao svom kraju kad ga je osvojio Hammurabi. Andarigom je vladao njegov vazal Aqba-Hammu.